# Pleistacanthinae
Pleistacanthinae is een onderfamilie van kreeftachtigen uit de klasse van de Malacostraca (hogere kreeftachtigen).

## Geslachten
- Bothromaia Williams & Moffitt, 1991
- Ergasticus A. Milne-Edwards, 1882
- Parapleisticantha Yokoya, 1933
- Pleistacantha Miers, 1879
- Pleisticanthoides Yokoya, 1933